# پروژه لازاروس (رمان)
پروژهٔ لازاروس نام رمانی است نوشته آلکساندر همون نویسندهٔ اهل بوسنی و هرزگوین.
این رمان در جشنواره جایزه کتاب ملی در سال ۲۰۰۸ به مرحلهٔ پایانی رسید.